# Ottokar Runze
Ottokar Runze (Berlín, 19 de agosto de 1925 - Neustrelitz, 22 de septiembre de 2018) fue un productor de cine, director y guionista alemán. Su película documental de 1974 Im Namen des Volkes se presentó en el Festival de Cine de Berlín de 1974, donde ganó el Oso de Plata. Al año siguiente, fue miembro del jurado. En 1979 participó en el Festival de Cine de Sitges con Der Mörder, que ganó el Premio al mejor actor para Gerhard Olschewski.

## Filmografía
- Fünf unter Verdacht (dir. Kurt Hoffmann, 1950, productor)
- Viola und Sebastian (1972)
- Der Lord von Barmbeck (1974)
- Im Namen des Volkes (1974)
- Das Messer im Rücken (1975)
- Verlorenes Leben (1976)
- Die Standarte (1977)
- Der Mörder (1979)
- Stern ohne Himmel (1980)
- Feine Gesellschaft - beschränkte Haftung (1982)
- Der Schnüffler (1983)
- Ein heikler Fall (1986–1988, serie de televisión)
- Der veruntreute Himmel (1990, telefilm)
- Die Hallo-Sisters (1990)
- Linda (1992)
- Goldstaub (1993, telefilm)
- Tatort: Laura, mein Engel (1994, episodio de serie de televisión)
- 100 Jahre Brecht (1998)
- Der Vulkan (1999)

## Premios y distinciones
Festival Internacional de Cine de Berlín
| Año  | Categoría    | Película            | Resultado |
| ---- | ------------ | ------------------- | --------- |
| 1974 | Oso de Plata | Im Namen des Volkes | Ganador   |